# Covfefe

|                  | Donald J. Trump | Twitter |
| @realDonaldTrump |                 |         |

            Despite the constant negative press covfefe

       30. maj 2017

Covfefe er en stavefejl, som den amerikanske præsident Donald Trump anvendte i et viralt tweet, der øjeblikkeligt blev et internet meme. Seks minutter efter midnat (EDT) den 31. maj 2017 tweetede Trump: "På trods af den konstante negative presse covfefe." Han slettede tweetet seks timer senere og antydede, at dets ordlyd var forsætlig. De fleste medier antog, at han havde tænkt sig at skrive "coverage" (dansk: (presse-)dækning). Pressesekretær Sean Spicer sagde: "Jeg tror, at præsidenten og en lille gruppe mennesker ved præcis, hvad han mente." Udtrykket har siden været meget brugt i internetmemes og inspirerer både populær-niveau og videnskabelig analyse af sprog og kommunikation fra Trumps administration.

## "Covfefe"-tweet og offentlig reaktion
Tweetet fik intens opmærksomhed i nyhederne og på de sociale medier og blev hurtigt et viralt fænomen. Både ordet og tweetet frembragte en række kulturelle, økonomiske og sociale effekter. Volfefe-indekset (efter ordene "volatility" og "covfefe"), oprettet af JPMorgan Chase i 2019, måler virkningen af præsident Trumps tweets på de amerikanske obligationsrenter. Covfefe er en af Trumps mest berømte tweets.
Trump tweetede klokken 12:06 (EDT) den 31. maj 2017, "På trods af den konstante negative presse covfefe", og intet andet. Medier har antaget, at "covfefe" var en forkert indtastning af ordet "coverage".  Trump slettede tweetet cirka seks timer senere.
"Covfefe" blev hurtigt viral og genererede både vittigheder og spekulationer på sociale medier og i nyhederne om dens betydning. Det retweetede mere end 105.000 gange, fik mere end 148.000 likes, og blev et viralt internetfænomen om morgenen den 31. maj. Dets hashtag #covfefe var blevet brugt på internettet 1,4 millioner gange inden for 24 timer efter Trumps tweet.
Trump erkendte aldrig, at tweetet indeholdt en tastefejl. Han tweetede i stedet igen klokken 6:09 efter at have slettet det originale tweet: "Hvem kan finde ud af den sande betydning af 'covfefe' ? ? ? God fornøjelse!" Pressesekretær Sean Spicer antydede senere på dagen, at tweetet ikke var en skrivefejl, men snarere forsætlig: "Jeg tror, at præsidenten og en lille gruppe mennesker ved præcis, hvad han mente."
Google-søgeudtrykket "covfefe" overgik søgeudtrykket "Paris climate" (med henvisning til Parisaftalen fra 2015) den 31. maj, samme dag, som Trump indikerede, at USA kan trække sig tilbage fra Parisaftalen.
Trump henviste til ordet i maj 2018 ved at udtale det i en video i Det Hvide Hus om den auditive illusion Yanny eller Laurel. Han sagde nær slutningen af videoen: "Jeg hører 'covfefe'."
En analytiker for The Washington Post, Philip Bump, skrev i juli 2019, at covfefe-tweetet repræsenterede præsident Trumps nægtelse af at indrømme mindre fejlagtige udtalelser. Andre Trump-kritikere i medierne udtrykte lignende meninger.

## Indflydelse
I en skrivelse til The Atlantic i januar 2019 opsummerede journalisten Adrienne LaFrance betydningen af covfefe-tweetet: "Covfefe forbliver det tweet, der bedst illustrerer Trumps mest naturlige gave: Han ved, hvordan man kan fange folk, hvordan man befaler og aflede massernes opmærksomhed."
Covfefe-memet producerede en række opfølgende effekter inden for kultur, sprog og forretning. Under markeringen af covfefe-tweetets første årsdag i maj 2018 bemærkede en artikel i USA Today: ”Men vidste præsidenten, hvad han havde udført på amerikansk kultur? Memerne. Sangene. Vittighederne."

### I sprog og politik
Urban Dictionary tilføjede hurtigt en plads til "covfefe" på dagen for tweetet og definerede den som følger: "Det betyder bogstaveligt talt covfefe." Det populære ordspil Words with Friends tilføjede "covfefe" til sin ordbog i juni 2017.
Dictionary.com meddelte, at "covfefe" toppede sin liste over 'uovertrufne forespørgsler' i oktober 2017 og fortsatte med at have flest brugersøgninger efter et ord uden det eksisterer. Brewer's Dictionary of Phrase and Fable tilføjede en plads til "covfefe" til sin 20. udgave i oktober 2018.
Lake Superior State University inkluderede "covfefe" i sin '43. årlige liste over ord, der blev forvist fra dronningens engelsk for misbrug, overforbrug og generelle ubrugelighed' i december 2017. Universitetets talsmand bemærkede, at ordet "blev stenografi for en fejl på de sociale medier". 
Andre anvendelser af "covfefe" involverer ordspil om ligheden med ordet "kaffe". Eksempler inkluderer en kaffebar kaldet "Covfefe Café", en øl kaldet "'No Collusion' Russian Imperial Coffee 'Covfefe' Stout", forskellige covfefe kaffedrikke, en alkoholisk kaffecocktail "Covfefe", en kaffe- og te-annonce af Amul, et pro-Trump-kaffemærke "Covfefe Coffee" osv.
Anti-Trump-demonstranter ved forskellige begivenheder bruger også skilte med variationer på covfefe-temaet.
Journalisten Tom Nicholson satte covfefe som nummer et på en top-fem liste over Donald Trumps "sproglige triumfer" i en artikel for Esquire fra december 2018, hvor historiens byline er "Det er svært at forestille sig en ordbog uden 'covfefe' i den nu."

### I lovgivning
Den amerikanske repræsentant Mike Quigley introducerede HR2884, "The Communications Over Various Feeds Electronically for Engagement Act (COVFEFE Act)" den 12. juni 2017. Loven ville kræve, at Nationalarkivet bevarede og opbevarede indlæg på sociale medier af præsidenten for De Forenede Stater. Lovforslaget henviste til reform i House Committee on Oversight and Government samme dag, men så ingen yderligere kongreshandlinger.

### I erhverv og handel
Covfefe-tweetet skabte hurtigt en række merchandise-genstande (f.eks. T-shirts, kaffekrus, hatte og poser) med covfefe-relaterede inskriptioner.
Covfefe inspirerede adskillige brætspil, en koffein-tracker-app, gåder, gaver, toiletpapir, og andre produkter.
Både tilhængere og modstandere af Trump fik i 21 amerikanske stater tilpassede "Covfefe" nummerplader inden februar 2018. Staten Georgia forbyder brugen af dette ord på valgfrie nummerplader.
En Google Chrome-udvidelse fra 2018 kaldet Covfefe giver Twitter-brugere mulighed for at rette stavefejl i deres tidligere tweets.
Amazon fjernede"Covfefe Coffee", et pro-Trump-kaffemærke, der blev omtalt af en række konservative kommentatorer på grund af dets annonceres brug af det amerikanske flag i januar 2019.
Ved hjælp af inspiration fra covfefe-tweetet oprettede JPMorgan Chase et " Volfefe-indeks" i september 2019 for at måle indvirkningen af Trumps tweets på de amerikanske obligationsrenter. Navnet "volfefe" er et portmanteau af ordene "volatility" og "covfefe".

## I hestevæddeløb
Et brunt hoppeføl født i 2016, opkaldt Covfefe, vandt flere Graded Stake-løb i 2018 og 2019, herunder de 2019 Breeders' Cup Filly og Mare Sprint. Hun tjente mere end en million USD.

## I litteratur, kunst og underholdning
Trump-kritiker Najah Mahir udgav en bog The Ransom that Lies Demand: We the People and "Covfefe" i 2018, som han beskrev som "en faglitteraturbog, der dristigt tjener som en del af en bevægelse for at opnå viden og frihed, mens man afviser racisme og skadelige ideologier".
Et spil lavet af Paradox Interactive i maj 2016, Stellaris, anførte navnet "Covfefe"-stjernesystem som et Easter egg i spillet.
Videospillet Minecraft har en tekst på titelskærmen, der refererer til covfefe.
Et offentligt kunstprojekt startet i januar 2018, af den amerikanske kunstner Diana Weymar med kunst med covfefe-tema, dokumenterer Trumps Twitter-uheld.
Et kunsttæppedesign kaldet "Caught in Covfefe" fra december 2018 af tekstilkunstner Polly Webber har et indvandringstema og "portrætterer en grænsepatruljeofficer, der tager en ung pige fra sin udokumenterede mor, der beder på spansk: 'Tag ikke min datter!'
Makeup-artister til RuPaul's Drag Race designede en paryk kaldet "Covfefe" til showet i 2019.
Ed Martin udgav en voksen malebog Covfefe Christmas Coloring Book Comic With Song i december 2018.  
Talrige "Covfefe Song"-videoer vises på YouTube.
Covfefe-tweetet inspirerede et digt, The Rise of the COVFEFE, af Philadelphia-digteren James Feichthaler.
Alec Baldwin portrætterede Trump i Saturday Night Live's "At Home"-edition den 11. april 2020 for at diskutere den igangværende COVID-19-pandemi, idet han henviste til den som "Covfefe-19", mens han drak Clorox. blegemiddel, som han kaldte "COVID juice".

## I videnskabelig forskning
En række videnskabelige artikler relaterede covfefe-tweetet til præsident Trumps brug af sociale medier og de tilsvarende effekter på sprog og kultur.